# Stenild Sogn
Stenild Sogn er et sogn i Rebild Provsti (Aalborg Stift).
I 1800-tallet var Grynderup Sogn og Stenild Sogn annekser til Rørbæk Sogn. Alle 3 sogne hørte til Gislum Herred i Aalborg Amt. Rørbæk-Grynderup-Stenild sognekommune indgik før kommunalreformen i 1970 i Rørbæk-Nørager Kommune. Den blev ved selve kommunalreformen indlemmet i Nørager Kommune, der ved strukturreformen i 2007 indgik i Rebild Kommune.
I Stenild Sogn ligger Stenild Kirke.
I sognet findes følgende autoriserede stednavne:
- Boldrup (bebyggelse, ejerlav)
- Boldrup Huse (bebyggelse)
- Røjdrup (bebyggelse, ejerlav)
- Stenild (bebyggelse, ejerlav)
- Trehøje (areal)